# 米倫巴赫河 (埃格爾河支流)
51°33′11.42″N 9°12′14.55″E / 51.5531722°N 9.2040417°E

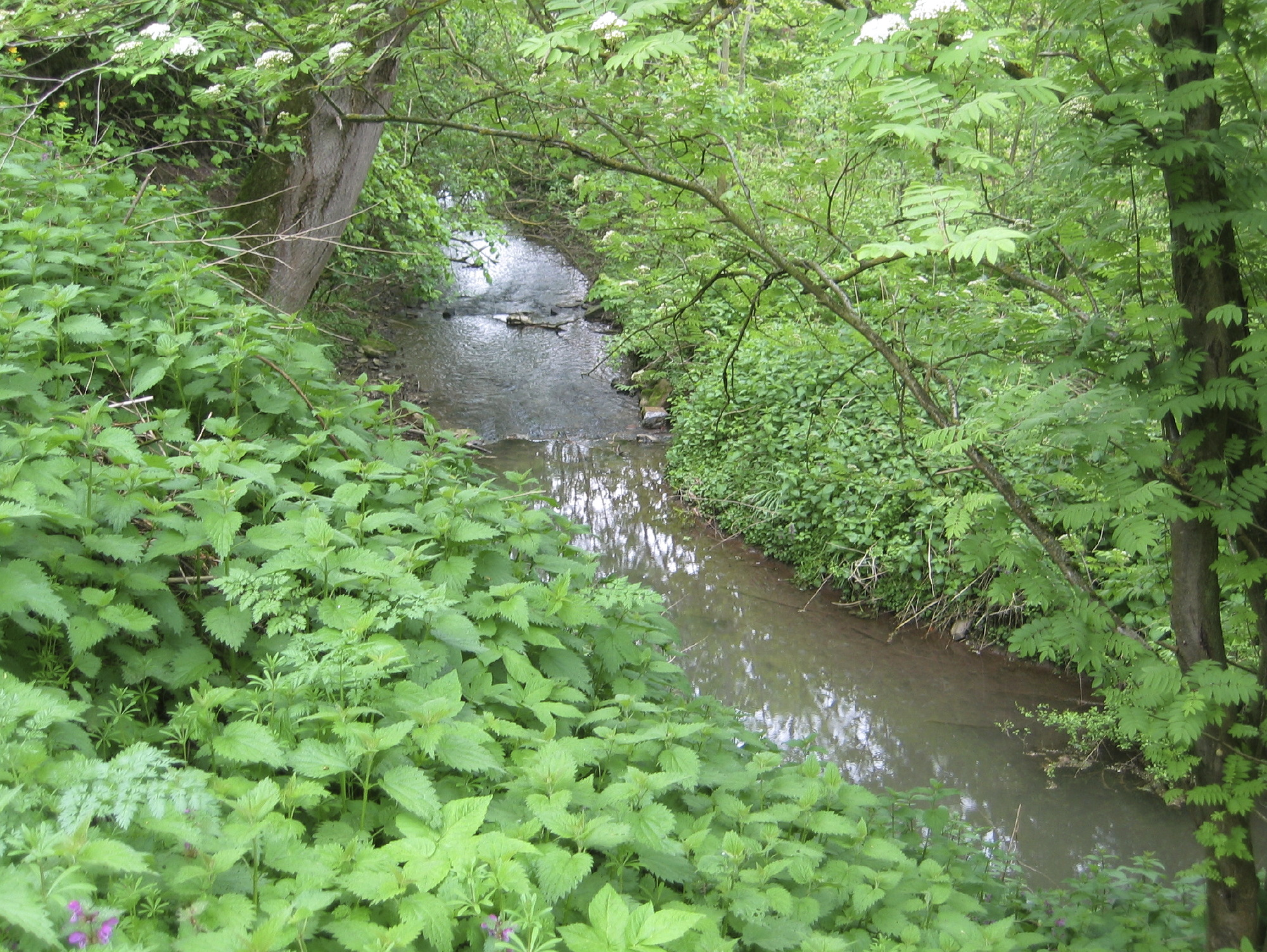
米倫巴赫河（埃格爾河支流）

米倫巴赫河（德語：Mühlenbach），是德國的河流，位於該國西部，處於北萊茵-威斯特法倫州，屬於埃格爾河的左支流，河道全長9.1公里，流域面積19.4平方公里。